# Sofiehems träsliperi

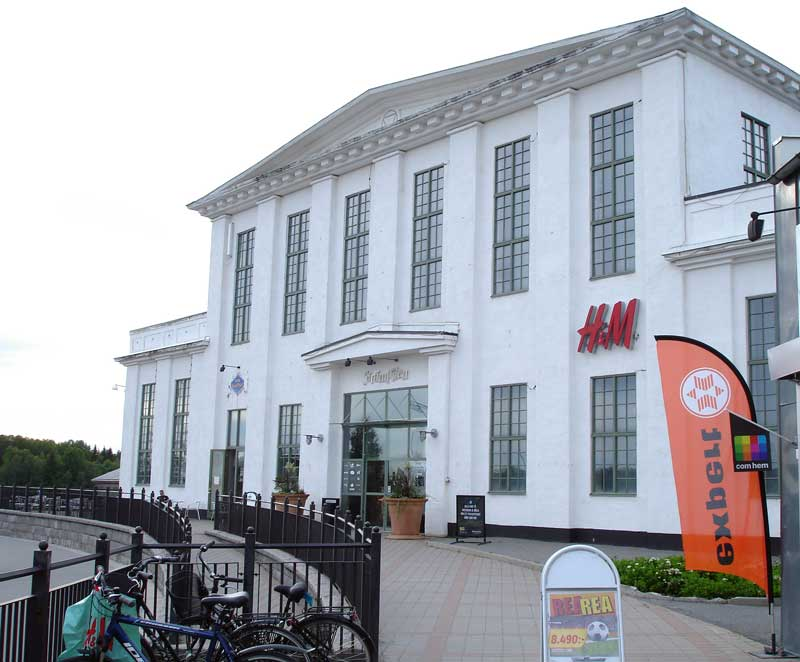
Sliperibyggnaden, numera köpcentrumet Strömpilen. I gavelfältet finns ett triangelformat firmamärke.

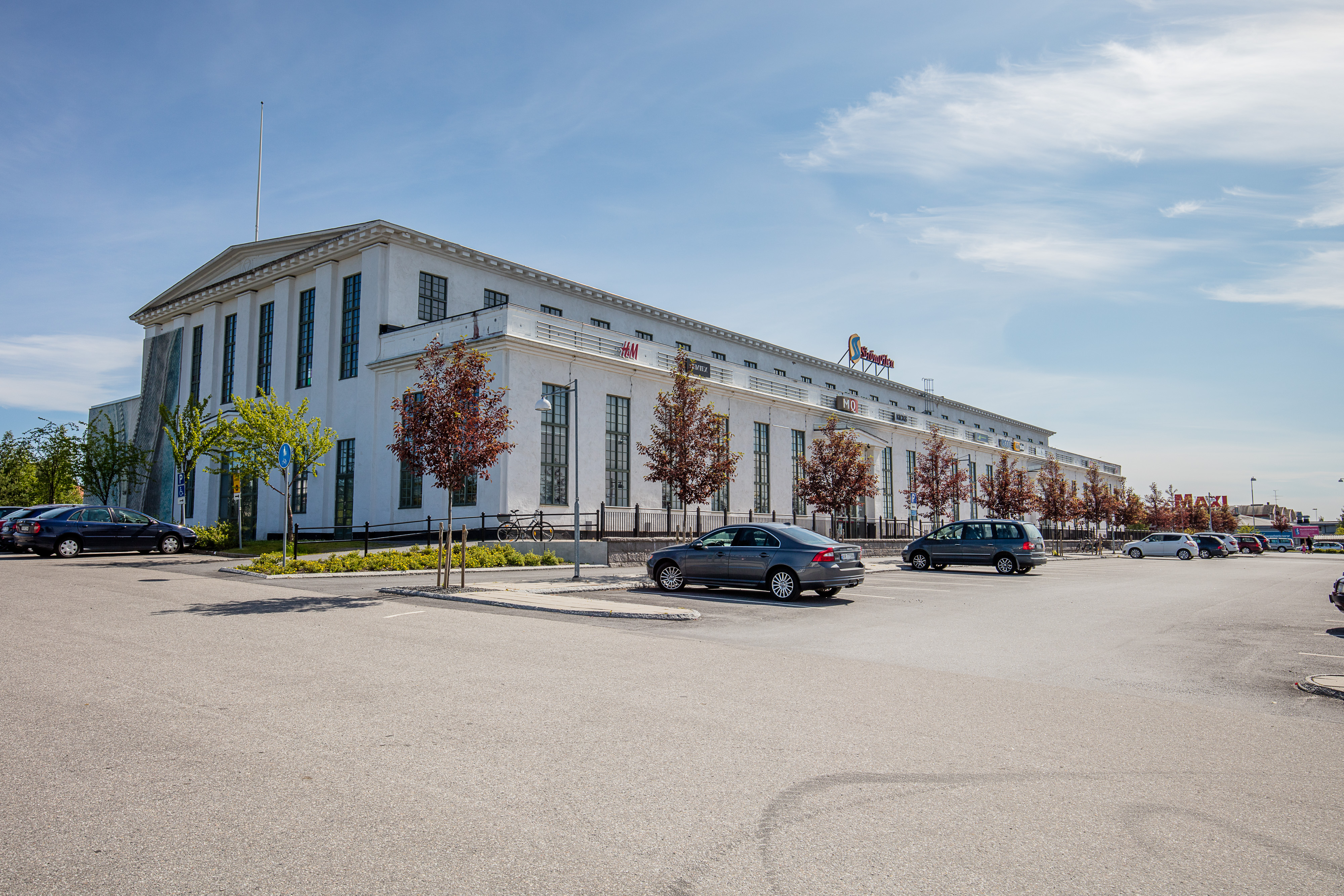
Tidigare Sofiehems träsliperi, nu köpcentrumet Strömpilen.

Sofiehems träsliperi var en industri för mekanisk pappersmassaframställning i stadsdelen Sofiehem i Umeå. Den var i drift 1927–1991, från 1978 under namnet Sofiehem Pulp.
Industrin uppfördes 1926–1927 av AB Scharins Söner som då leddes av Arne Unander-Scharin. På platsen hade Sofiehems sågverk funnits sedan 1910, men det revs för att ge utrymme åt den nya verksamheten. AB Scharins Söner hade sedan tidigare en liknande fabrik vid Umeälven lite längre uppströms, Umeå träsliperi. Den nya industrin projekterades för en produktion av 75 000 ton massa. Byggnaderna ritades av bland andra Tor Kempe. Fabriken utrustades med fem moderna magasinslipverk som var sex–åtta meter höga, varför sliperiet blev två våningar högt. Sliperiets fasader utformades i 20-talsklassicism – vitputsade med pilastrar och friser. Gavelfältet pryds av ett firmamärke.
Massaveden transporterades till fabriken genom flottning på Umeälven och samlades upp i ett magasin i anslutning till fabriken. Därifrån fördes veden in till vedkapen och vidare till renseriet, där veden barkades och sorterades. I sliperiet med sina sex slipverk slipades sedan veden till massa som pressades till balar. Massabalarna fördes med linbana till ett magasin, varifrån de fraktades på pråmar till Umeå hamn i Holmsund. I hamnen skedde omlastning för vidare transport till olika tidningspappersbruk. Senare övergick man till landtransporter.
År 1929 tillkom ett nytt slipverk och kapaciteten ökade till 90 000 ton våt massa. Hela fabriken såldes 1937, tillsammans med Umeå träsliperi, till Bowaters svenska trämassefabriker AB. När sedan Umeå träsliperi lades ned 1954 installerades tre nya slipverk i Sofiehem. År 1968 tillkom en flingtork och 1972 en anläggning för blekning av massan. I slutet av 1970-talet uppgick fabrikens kapacitet till 135 000 ton flingtorkad massa och 275 personer arbetade vid fabriken.
År 1978 återgick fabriken till lokala ägare och fick namnet Sofiehem Pulp. Från 1987 ingick fabriken i  den lokala koncernen Balticgruppen. Trots investeringar på mer än 100 miljoner kronor de sista åren lades anläggningen ned sommaren 1991.
Efter nedläggningen anlades Strömpilens köpcentrum på det gamla industriområdet. Den nyklassicistiska sliperibyggnaden är ombyggd till galleria.